# Descritivismo
Descritivismo, na filosofia, é a concepção que o conteúdo semântico de um nome próprio é uma condição descritiva -- ou conjunto de condições descritivas. Uma outra maneira de formular essa concepção é dizer que o significado de um nome próprio é dado por uma descrição definida ou conjunto de descrições definidas. Segundo uma leitura bastante conhecida -- a  crítica de Saul Kripke em Naming and Necessity -- Gottlob Frege e Bertrand Russell teriam defendido o descritivismo (que Kripke chama "a concepção de Frege-Russell"). Costuma-se contrastar essa posição a respeito das relações entre nomes e descrições com o millianismo.

## Duas espécies de descritivismo
Pode-se destacar duas espécies de descritivismo. Para a primeira, nomes comportam-se, semanticamente, como descrições definidas rigidificadas (ou atualizadas). Assim, o nome "Aristóteles" poderia ter como conteúdo semântico uma descrição como "o atual discípulo de Platão" -- que, a despeito de sua artificialidade, funcionaria como um designador rígido. (Essa espécie é chamada pelo filósofo português João Branquinho -- em "Sobrevive o Descritivismo Actualizado aos Argumentos Modais?" -- pelo sugestivo nome de "descritivismo actualizado".) Por sua vez, para a segunda espécie, nomes comportam-se como descrições definidas consideradas com seus escopos, ou alcances, amplos com respeito aos de outros operadores que interagem com eles (cf. escopo). Por exemplo, se considerarmos o conteúdo de "Aristóteles" dado pela descrição "o último grande filósofo da antiguidade" (para usarmos os exemplos de Kripke, em Naming and Necessity ), a frase
(1) Aristóteles gostava de cães, 
poderia ser considerada como equivalente à
(2) O último grande filósofo da antiguidade gostava de cães, 
e interpretada, com respeito a uma situação contrafactual w ,  p.ex., em que Aristóteles não foi o último grande filósofo da antiguidade, como (3):
(3) Em w, o último grande filósofo da antiguidade gostava de cães.
Todavia, (3) é ambigua entre as seguintes interpretações:  
(4) [O x : x é o último grande filósofo da antiguidade] (Em w,  x gostava de cães)
e 
(5) Em w [o último grande filósofo da antiguidade gostava de cães].
Assim, essa espécie de descritivismo (conhecida entre os filósofos de língua inglesa como widescopism), alegadamente poderia explicar a diferença no comportamento modal de (1) e (2)  e  manter que seu conteúdo semântico é o mesmo. (Essa estratégia é apresentada, p.ex. , por David Sosa (2001), em "Rigidity in the scope of Russell's theory", Noûs, 35, 1-38.) 
Ao lado de David Sosa, defensores recentes do descritivismo, contra os argumentos modais, semânticos e epistemológicos, de Kripke (e outros), são Michael Nelson (2002), em "Descriptivism defended" (Noûs, 36, 408-36),  e Jason Stanley (1997), em "Names and rigid designation"  (Hale, R. and Wright, C. (eds.), A Companion to the Philosophy of Language, Oxford: Blacwell ). Além desses, Leonard Linsy (1977), em Names and Descriptions (Chicago: The University of Chicago Press ) e Michael Dummett (1973 ), em  Frege: Philosophy of Language ( London: Duckworth ), estão entre os mais conhecidos e ilustres defensores do descritivismo.